# Commando Plaats Incident
Commando Plaats Incident of CoPI is in Nederland de naam van de operationele leiding op de plaats van een incident volgens de Gecoördineerde Regionale Incidentbestrijdingsprocedure. Het opstellen en doorvoeren van het 'referentiekader GRIP' maakte een einde aan de verschillende regionale namen zoals CommandoTeam Plaats Incident CTPI en Commando Rampterrein CoRT.
Het CoPI heeft doorgaans zitting in een commandohaakarmbak COH of CoPI-bak of mobiele commandounit MCU, al kan het ook op andere plaatsen bijeenkomen.

## Bezetting
De bezetting van het CoPI bestaat in ieder geval uit de volgende functionarissen, aangevuld met externe partijen en ondersteunende functionarissen indien nodig:
- Leider CoPI, afkomstig uit een van de hulpdiensten, veelal HOVD brandweer.
- Officier van Dienst van de brandweer OvD-B
- Officier van Dienst geneeskundig OvD-G van de Geneeskundige Hulpverleningsorganisatie in de Regio GHOR
- Officier van Dienst politie OvD-P
- Officier van Dienst Bevolkingszorg OvD-BZ, namens de gemeente
- Communicatieadviseur CoPI, afkomstig uit een van de hulpdiensten, vaak van de politie of brandweer
- Informatiemanager
- Plotter of geografisch informatiemedewerker

Optionele aanwezigen:
- Adviseur Gevaarlijke Stoffen, in geval van betrokkenheid van gevaarlijke stoffen, tevens Veiligheids-Functionaris
- Liaisonofficier van Defensie, in geval dat militaire middelen voor civiele doeleinden worden ingezet
- Officier van Dienst Rail, Algemeen Leider ProRail
- Medewerker waterschap, in geval dat het waterschap is betrokken
- Officier van Dienst Rijkswaterstaat
- Bedrijfsdeskundige, wanneer een incident in of bij een bedrijf specifieke gevaren of omstandigheden met zich meebrengt
- Officier van Dienst reddingsbrigade
- Officier van Dienst Havenmeester van het Havenbedrijf Rotterdam. Deze wordt in de regio Rotterdam-Rijnmond standaard gealarmeerd bij GRIP1.